# فرانز كونراد (عسكري)
فرانز كونراد (بالألمانية: Franz Konrad)‏ هو عسكري نمساوي، ولد في 1 مارس 1906 في Liesing ‏ في النمسا، وتوفي في 6 مارس 1952 في وارسو في بولندا بسبب شنق.